# Камінська Слобода
Камінська Слобода (біл. вёска Каменска Слабада) — село (веска) в складі Логойського району, розташоване в Мінській області Білорусі, підпорядковане Каміньській сільській раді.
Село Камінська Слобода розташоване в центральних районах Білорусі, у північній частині Мінської області - орієнтовне розташування [Архівовано 23 червня 2007 у Wayback Machine.].